# 中瀬佑一
中瀬 佑一（なかせ ゆういち、1985年9月25日 - ）は、日本の作曲家、編曲家、音楽プロデューサー。

## 略歴
2006年にエイベックス・エンタテインメントから作家デビューを果たした。
かつては「浜松佑一」名義を使用していたが、2012年11月14日より「中瀬佑一」名義に変更している。
「M.Y」、「my」は浜松佑一（現 中瀬佑一）と川辺マイコ（Maiko Kawabe Rivera）の共同名義である。
一時期、音楽クリエイターが所属する作家事務所Banana Jamに所属していた。

## 提供作品
主な作品。五十音順。「M.Y」、「my」名義も含む。
- IA/03
  - 「Shooting Star」（共作詞／共作曲）
- et-アンド-
  - 「Mammamia」（編曲）
- 甲斐名都
  - 「愛はあるわ」（共編曲）
- KAT-TUN
  - 「T∀BOO」（作曲／編曲）[8]
  - 「WATER DANCE」（作曲／編曲）[9]
- 亀梨和也（KAT-TUN）
  - 「1582」（作曲／編曲）
- Kis-My-Ft2
  - 「Never End LOVE」（作曲）[10]
- C-C-B
  - 「Wake Me Up Before You Go Go」（編曲）
- Sifow
  - 「My Dear」（共作曲）
  - 「love regrets」（編曲）
- 土屋アンナ
  - 「Voice of butterfly」（共作曲）[11]
- DJ A☆Lucky
  - 「Take A Step」（作曲／編曲）
- BRIDGET
  - 「Love Again」（作曲／編曲）
- BoA
  - 「Fallin'」（共編曲）[12]
- 増田恵子
  - 「Yes, My Life」（作曲）[13]
- 光岡昌美
  - 「I am」（作曲／編曲）[14]
- May J.
  - 「手をつないで」（共作曲／編曲）[15]
- melody.
  - 「HOPE」（共作詞／作曲／編曲）[16]
  - 「REAL ME」（共作詞／作曲／編曲）[17]
  - 「with you」（編曲）
  - 「Glory of love」（編曲）
  - 「真夏の出来事」（共編曲）
  - 「That's The Way It Is」（編曲）
  - 「No Return」（作曲／編曲）[18]
- Ruka for Meisa Kuroki
  - 「Hero lives in you」（作曲）
- 和田アキ子
  - 「幸せのちから」（作詞／作曲／編曲）[19]
  - 「あなただけの青空」（作詞／作曲／編曲）[20]
- ONE LOVE ONE HEART
  - 「Now or Never」（共作詞／共作曲／編曲）[7]
  - 「The Witch」（共作詞／共作曲／編曲）[7]
  - 「過剰本能」（作曲／編曲）[21]

### サウンドトラック
- VOGUE.COM / FashionTV 内BGM 「Eternal Shine」（作曲／編曲）[4]
- ドラマ『お助け屋☆陣八』（読売テレビ・日本テレビ系列）内一部BGM[4]
- NMB48「ヴァージニティー」MV内のBGM[4]
- 舞台「ムッシュ」一部BGM

### その他
- ディズニーオルゴールアレンジ40曲[4]